# Puente Noguerol
El puente Noguerol fue un viaducto carretero que comunicaba las localidades españolas de Arija (Burgos) y La Población (Cantabria) y que colapsó el 28 de septiembre de 1952, poco después de ser finalizado, el 6 de agosto del mismo año. El puente, que recibió su nombre de la empresa adjudicataria de las obras, Construcciones Noguerol, permitía salvar el embalse del Ebro y unir los pueblos de ambas orillas del pantano.

## Características
Su traza era de un tablero recto de 950 metros de longitud provisto de una calzada central y dos aceras laterales. Tenía 6 metros de anchura y estaba formado por los 5 metros que sustentaban los arcos más dos voladizos de 0,5 metros a ambos lados, siendo la anchura en las pilas estriberas de 6 metros. Esta pequeña anchura de tablero se debe al hecho de que el puente Noguerol fue diseñado en los años 1950 para el paso de carros tirados por animales, vehículos y peatones. En aquella época los estándares de seguridad para el paso eran menores y por tanto las anchuras también.
El tablero estaba soportado por 39 arcos de medio punto rebajado, de fábrica de hormigón y mampostería de sillarejos almohadillados. El puente estaba formado por una sucesión de arcos a de 18,90 metros y 20 metros rebajados un cuarto de luz y arcos de medio punto de 10 metros de luz. En la década de 1950 a la sucesión de arcos rebajados se le conocía como modelo de puente especial. Las dimensiones de las pilas son de 5x2 metros y las pilas estriberas de 6 por 5 metros. En todos los arcos existen dos aligeramientos con una luz de 2,5 metros, consiguiéndose así una mejora de la estética del puente de arcos sucesivos, además de facilitar el desagüe cuando el embalse este próximo a su cota máxima.

## Entrada en servicio y colapso
El puente Noguerol estuvo en servicio efectivo durante varios meses, pero jamás fue inaugurado oficialmente porque, apenas mes y medio después de los fastos de apertura del pantano por el general Franco, ocurrida el 6 de agosto de 1952, sus dos arcos centrales se colapsaron el día 27 de septiembre de 1952, muy probablemente por el asiento irregular sobre el lecho arenoso del embalse y por la pobreza de los materiales que se usaron en su construcción; de hecho algunos testimonios de la zona cuentan que se trajo hormigón desde Bilbao para la construcción del puente, pero finalmente la constructora no lo utilizó y lo vendió de estraperlo, utilizando en el puente materiales mucho más baratos. La prensa local y nacional apenas se hizo eco del derrumbe del puente.
Debido a que el enlace entre ambas orillas era uno de los compromisos adquiridos por los autores del proyecto del pantano, provisionalmente se estableció un servicio de barcas que unía ambas orillas a cargo de pontoneros del arma de ingenieros del ejército, pero, finalmente, se clausuró a finales de 1953 y el puente, que se declaró en ruina sin posibilidad de ser rehabilitado, fue dinamitado casi por completo para evitar accidentes. Aun así algunos pilares del puente son hoy en día todavía visibles cuando desciende el nivel del agua del embalse.

## Consecuencias y proyectos de recuperación
Ambas orillas quedaron finalmente separadas por las aguas del embalse, siendo necesario recorrer casi 25 km bordeando toda la orilla del pantano para llegar de Arija a La Población, cuando ambas localidades mediante el puente distaban 4 kilómetros. Se cortó así la comunicación, antaño muy estrecha, entre los pueblos del municipio cántabro de Campoo de Yuso y los pueblos del norte de la provincia de Burgos como Arija.
En el año 2017, a propuesta de los alcaldes de Arija y Campoo de Yuso, el Parlamento de Cantabria aprobó una moción instando al Gobierno de España a estudiar la viabilidad de recuperar el puente y en su caso llevarlo a cabo, para dar así respuesta a una deuda histórica del Estado con la zona.
Posteriormente la Diputación de Burgos y las Cortes de Castilla y León se unieron a la petición. A finales de 2018, en una reunión con la Confederación Hidrográfica del Ebro, este organismo se comprometió a visitar la zona y en su caso estudiar la viabilidad de la propuesta.